# Clytocerus inequalis
Clytocerus inequalis är en tvåvingeart som beskrevs av Duckhouse 1975. Clytocerus inequalis ingår i släktet Clytocerus och familjen fjärilsmyggor. Inga underarter finns listade i Catalogue of Life.